# مایا (بارسلونا)
مایا (بارسلونا) (به اسپانیایی: Malla, Barcelona) یک شهرستان در اسپانیا است که در بارسلون واقع شده‌است.